# Billy Bishop

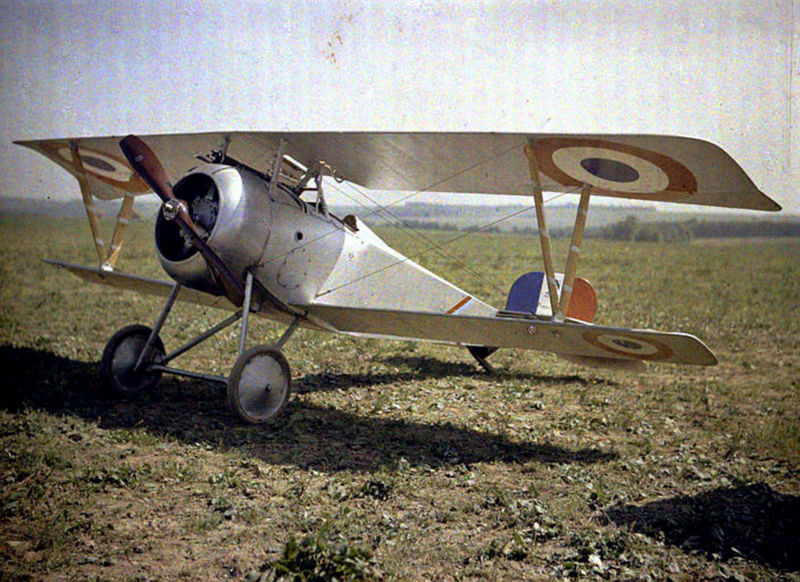
Imagen de un Nieuport.

William Avery "Billy" Bishop (Owen Sound, Canadá, 8 de febrero de 1894 - Palm Beach, Estados Unidos, 11 de septiembre de 1956) fue un piloto aviador canadiense de la Primera Guerra Mundial condecorado con la Croix de Guerre avec Palmes y la Cruz Victoria.

## Inicios
Bishop estudió en su juventud en el Royal Military College. Después de servir en la Canadian Expeditionary Force, fue aceptado en la Royal Flying Corps (R.F.C.) en diciembre de 1915, desarrollando una labor como observador. Precisamente fue la imagen de un avión que despegaba libremente de un campo lodoso, y adonde él estaba enfangado, lo que causó impresión en su persona y motivó su ingreso. En sus primeros vuelos tuvo numerosos accidentes. En uno de ellos sufrió una lesión en la rodilla por la que rechazó atención médica, debido al riesgo de ser apartado del servicio.
En octubre de 1916 se sometió a las pruebas para convertirse en un piloto y fue aceptado. Ya con su certificado, pidió su traslado a Francia adonde llegó a Filescamp Farm con el escuadrón 60, en marzo de 1917. Sus inicios no fueron fáciles ya que tuvo algunos accidentes y los problemas en controlar su Nieuport no fueron pocos. De hecho, un día se estrelló enfrente de algunos oficiales al aterrizar, y por ello fue ordenado a regresar con rumbo a Inglaterra para mejorar su instrucción. Al día siguiente del desafortunado suceso, encaró un enfrentamiento como parte de un escuadrón de cuatro aviones contra tres scouts Albatros D.III. Bishop derribó a uno de ellos, al que había estado persiguiendo tenazmente. Al regresar, el motor de su Nieuport se paró y aterrizó a unos 200 metros de las líneas alemanas. No retornó hasta el siguiente día a su base. Esta victoria le salvó de ser mandado a Inglaterra. El 25 de abril fue promovido a capitán.
Al final del mes, Bishop —el piloto que para mejorar su puntería ponía dentro de una cesta un montón de latas vacías y ya en el aire las lanzaba y las disparaba— contaba con 17 victorias y fue condecorado con la Military Cross. Comenzaba a hacer vuelos en solitario (durante toda la guerra se caracterizó por eso), aunque no dejó de participar en formaciones.

## Ataque histórico
Después de retornar de Inglaterra por una licencia de descanso, comenzó a formarse la idea de un ataque solitario a una base alemana, preferiblemente al amanecer. Lo consultó con su comandante quien lo aprobó. El 2 de junio de 1917 —día lluvioso— se montó en un Nieuport B1566 y despegó a las 3:57 a. m. de la base Filescamp Farm, con rumbo a Arras. Atravesando nubes y neblina divisó un campo alemán vacío; desalentado, siguió su camino hasta que encontró un segundo aeródromo (en Esnes). Allí los mecánicos alemanes se preparaban para un nuevo día, y había algunos aviones fuera de sus hangares.
Comenzó su ataque con gran cortina de artillería antiaérea lanzada desde la base. Un Albatros estaba a punto de prepararse para la defensa, pero solo alcanzó a elevarse 3 metros pues Bishop lo derribó; en otra nave provocó que se estrellarse contra un árbol después del despegue. Sus municiones se acabaron cuando disparó contra un tercero, que cayó a 300 metros del aeródromo; cuando recargó, disparó de nuevo contra un cuarto piloto, pero el alemán huyó. Rápidamente regresó a su base. En el retorno tuvo que evitar ser visto por un escuadrón enemigo —ya no tenía más municiones— y atravesar más artillería antiaérea.
Aterrizó a las 5:40 a. m. con su avión perforado por las balas y semidestruido. Saludó con tres dedos extendidos en su mano a los mecánicos que salieron a recibirle para indicar el número de aviones derribados. Las noticias del suceso se extendieron en todo el frente Oeste y las unidades de la R.F.C., y el mismo comandante general calificó el hecho como "la más grande acción realizada por un solo hombre en la guerra".

## Condecoraciones y otras hazañas
El 28 de julio casi encuentra la muerte cuando su avión fue alcanzado por fuego antiaéreo, y, a 3 kilómetros de llegar a la base, cayó envuelto en llamas hasta quedar colgando de unos árboles y él inconsciente. Al final fue rescatado por dos soldados.
El día 9 de agosto le fue comunicado que recibiría la Victoria Cross por su hazaña del 2 de junio, y que sería llevado a Inglaterra como instructor. Bishop quedó bastante desalentado, puesto que quería tener el mayor número de victorias que ningún otro piloto; de hecho, estaba obsesionado por esto. Dejó el escuadrón 60 con un total de 50 victorias.
Regresó a Francia el 22 de mayo de 1918, ya ascendido a mayor y con el nuevo escuadrón 85 a su mando. Mientras, su récord aumentó con tres aviones derribados en un solo día, el 17 de junio, y dos el 18. Por la acumulación de sus victorias temió que fuera llamado de vuelta a Inglaterra, lo cual sucedió al final el 18 de junio. Fue ordenado dejar Francia el siguiente día, pues ayudaría a formar la Royal Canadian Flying Corps. El día después del anuncio no lo desaprovechó: en 15 minutos de fiero combate derribó 5 aviones. 
En total se le adjudicaron 72 victorias; otros 5 aviones abatidos no fueron confirmados (ha habido controversia sobre los números de Bishop, pues en muchos de sus derribos no hubo testigos).
El 3 de agosto de 1918 el London Gazette informó que Bishop sería condecorado con la Distingished Flying Cross por el logro de 25 aviones abatidos en 12 días. El gobierno de Francia lo nombró Chevalier de Légion d'Honneur y le fue otorgado la Croix de Guerre avec Palmes.

## Años finales
En opinión del piloto Eddie Rickenbacker, “Billy” era aún mejor que Manfred von Richthofen: 

Richthofen normalmente esperaba a que los enemigos penetraran en su territorio; Bishop era un cazador, buscando siempre al enemigo a donde éste pudiera encontrarse. Billy Bishop era un hombre totalmente sin miedo. Creo que es el único hombre que he conocido incapaz de sentir miedo.

Después de la guerra, Bishop se dedicó a los negocios y estuvo envuelto en labores de reclutamiento para la R.C.A.F. en la Segunda Guerra Mundial. En vida fue conocido como Lone Hawk (halcón solitario). Se retiró de todo tipo de labores en 1952, muriendo en 1956 en Palm Beach, Florida.